# Biblioteca Nacional de Moçambique
Die Nationalbibliothek von Mosambik (Portugiesisch Biblioteca Nacional de Moçambique) in der mosambikanischen Hauptstadt Maputo ist die Nationalbibliothek und die größte und wichtigste Bibliothek des Landes. Sie hat ihren Sitz in der Avenida 25 de Setembro Nummer 1348.

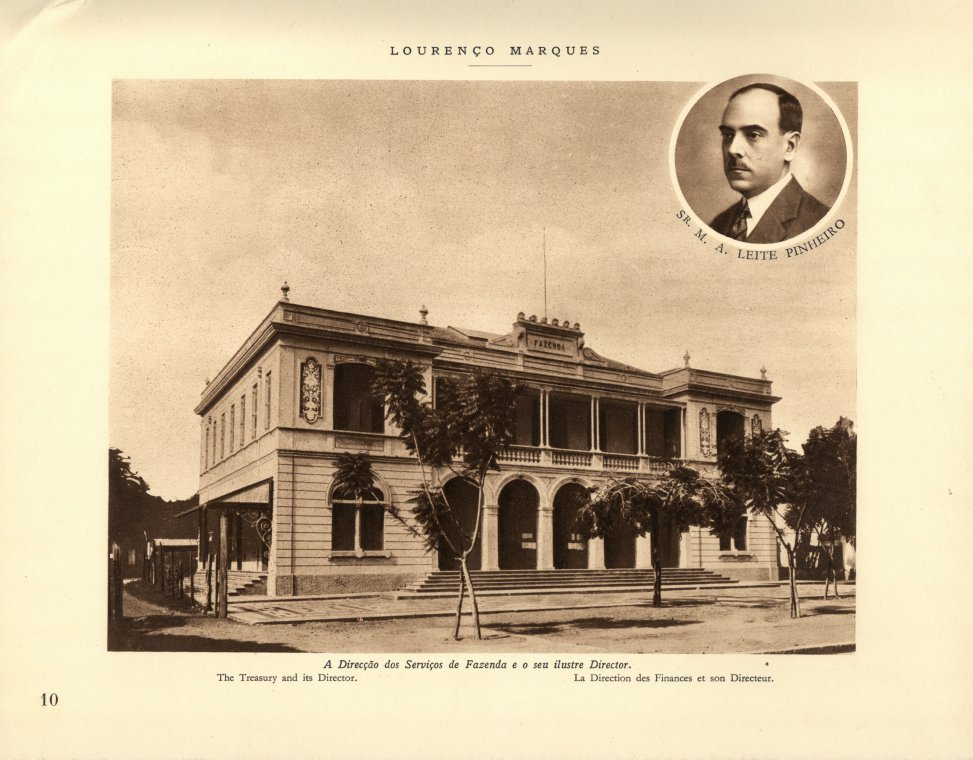
Das Gebäude der Finanzverwaltung in Lourenço Marques (heute Maputo) um 1929, heute Sitz der Nationalbibliothek

## Geschichte
Die Nationalbibliothek wurde von der portugiesischen Kolonialverwaltung mit Gesetz vom 28. August 1961 gegründet, als Empfänger des Pflichtexemplars der Kolonie Mosambik. Sie wurde in einem 1907 errichteten Gebäude (andere Angabe 1904, Architekt: Mário Veiga) untergebracht, das seit 1961 der Stadtbibliothek von Maputo diente. Ursprünglich waren hier Einrichtungen des portugiesischen Finanzministerium untergebracht.
Nach der Unabhängigkeitserklärung der Volksrepublik Mosambik 1975 musste die Bibliothek ihren Betrieb einstellen, bedingt durch die Flucht eines Großteils ihrer Belegschaft. 1978 wurde die Nationalbibliothek als Behörde innerhalb des Kulturministeriums neu eröffnet.

## Aufgaben
Neben ihrer Funktion als Empfängerin der Pflichtexemplare in Mosambik ist sie auch die oberste Behörde des Serviço Nacional de Bibliotecas, dem staatlichen Bibliotheken-Netz. So ist sie mitverantwortlich für den Bau und Erhalt der öffentlichen Bibliotheken der Hauptstädte der elf Provinzen Mosambiks und der 44 kommunalen Bibliotheken im Land.
Laut Kulturministerium hat die Nationalbibliothek den Erwerb, den Erhalt und die Verfügbarkeit aller Dokumente aus Mosambik, mit Bezug zu Mosambik und im Interesse von Mosambik sicherzustellen, ebenso wie die Bibliografie der globalen Kultur.
Die Aufgaben der Nationalbibliothek beinhalten
- die Förderung der öffentlichen Bibliotheken und ihrer Aktivitäten,
- die Führung von Statistiken zu Nutzungszahlen und den Bibliotheksbauten,
- die Digitalisierung der Bestände,
- die Verwaltung der mosambikanischen Pflichtexemplare und
- deren elektronische Verfügbarkeit in allen öffentlichen Bibliotheken

## Struktur
Die Leitung untersteht dem Direktor, dem ein Adjutant beigeordnet ist. Ihnen unterstehen drei Hauptabteilungen.
- Die Abteilung Technik und Weiterbildung (Departamento Técnico e de Formação) unterhält zwei Unterabteilungen (für Planung und Weiterbildung und für Informationstechnologien und Kommunikation).
- Die Abteilung Erhalt und Konservierung (Departamento de Preservação e Conservação) unterhält zwei Unterabteilungen (für Erhalt und Konservierung und für Restaurierungen).
- Die Abteilung Verwaltung und Finanzen (Repartição de Administração e Finanças) unterhält eine Unterabteilung, das Generalsekretariat.

Der Direktor ist seinerseits dem Kulturministerium untergeordnet.